# الروينة (فرع العدين)

تعديل مصدري - تعديل

الروينة هي إحدى قرى عزلة العاقبة بمديرية فرع العدين التابعة لمحافظة إب، بلغ تعداد سكانها 2080 نسمة حسب تعداد اليمن لعام 2004.